# Ерхан Чаушев
Ерхан Юксел Чаушев е български юрист и политик от ДПС. Член на ЦИК за избор на евродепутати и на Надзорния съвет на Агенция по следприватизационен контрол.

## Биография
Ерхан Чаушев е роден на 29 май 1964 година. Той е син на режисьора Юксел Чаушев и Медиха Чаушева.